# Патриція Куммер

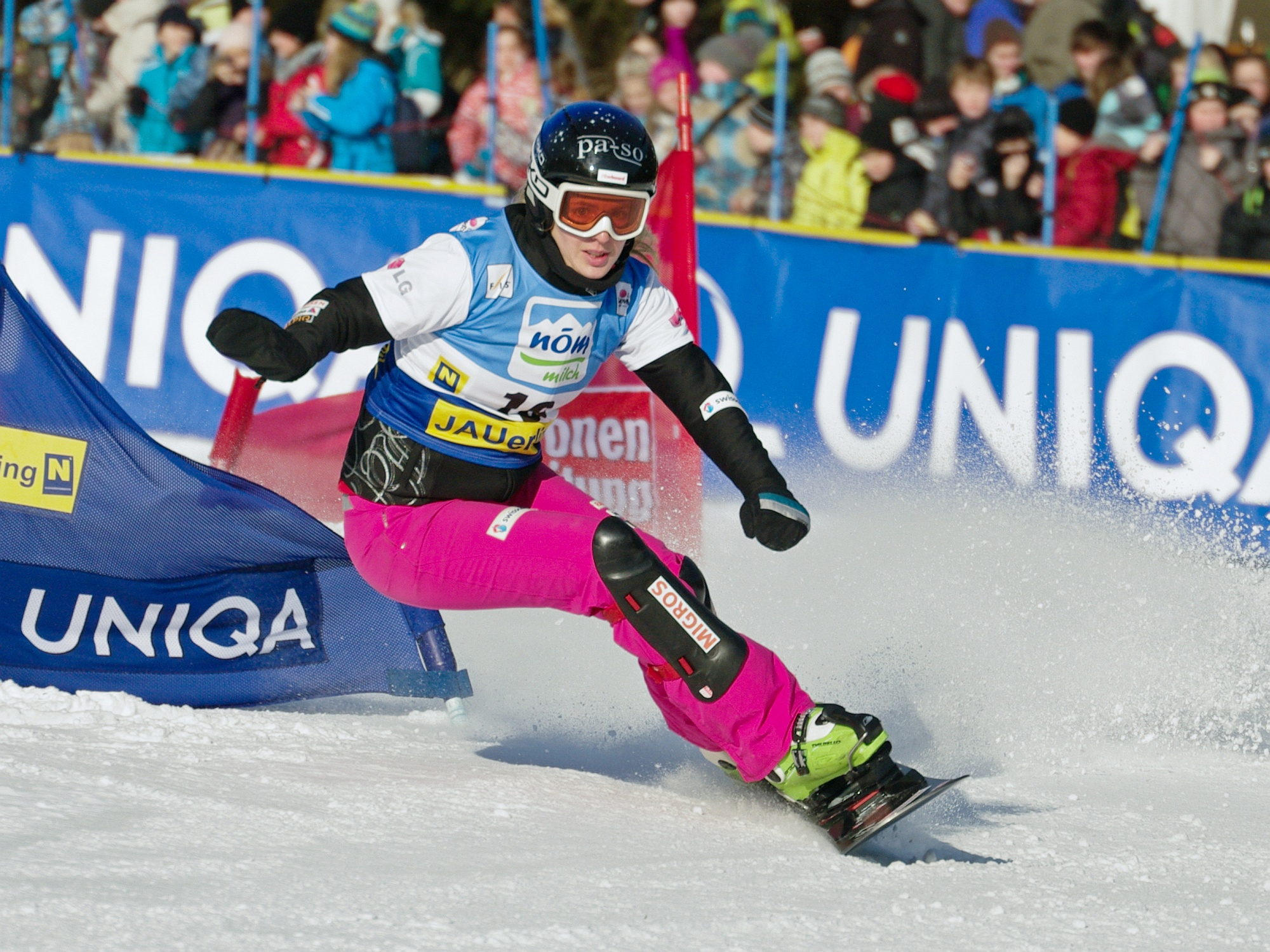
Патриція 2012 року

Патри́ція Ку́ммер (нім. Patrizia Kummer; нар. 16 жовтня 1987, Рідеральп, Швейцарія) — швейцарська сноубордистка. Чемпіонка зимових Олімпійських ігор 2014 року у паралельному гігантському слаломі.